# Hajnal Dávid
Hajnal Dávid, született Streicher Dávid (Ungvár, 1873. – Budapest, Józsefváros, 1950. október 15.) magyar pedagógus, irodalomtörténész. Testvére Hajnal Henrik jogász volt.

## Élete
Streicher Sámuel és Guttmann Netti (1850–1944) fia. A Budapesti Tudományegyetemen 1900-ban bölcsészetdoktori, 1901-ben középiskolai tanári oklevelet szerzett, majd kinevezték a Fiumei állami Kiviteli Akadémiára tanárnak. Itt működött egészen az első világháborút követő összeomlásig, mikor a budapesti állami felsőkereskedelmi iskolába helyezték át. 1937-ben nyugalomba vonult. Számos tanulmánya jelent meg a Pester Lloydban. Halálát szívgyengeség okozta.
Házastársa Nyárády Mária tanítónő volt.

## Főbb művei
- Robert Hammerling und seine epische Werke
- Der Pessimismus als herrschender Gedanke der Zeit
- Über ein Evolutionsgesetz der psychischen Welt
- Kármán József mint nyelvmívelő (Budapest, 1899)
- A magyar nyelvtanítás a nemzetiségi iskolákban
- Népies német nyelvtan. Kezdők és haladottak számára (Fiume, 1914)
- Ridendo. Vidám olvasmányok, tréfák németül tanulók részére (Fiume, 1918)
- A kor iskolája (Budapest, 1929)